# Gasdynamik
Die Gasdynamik ist ein Fachgebiet der Fluidmechanik bzw. Strömungslehre und setzt sich mit kompressiblen (dichteveränderlichen) Strömungen auseinander.
Es umfasst sowohl
- externe Strömungen, z. B. über Flugzeugen oder Wiedereintrittskörpern (Space Shuttle, Landekapseln von Raumschiffen), als auch
- interne Strömungen durch Düsen und Diffusoren

## Mathematische Beschreibung der eindimensionalen, isentropen Gasströmung

### Gesetzmäßigkeiten und Annahmen
Wenn die Annahmen der Stromfadentheorie erfüllt sind, kann eine Strömung als eindimensional beschrieben werden. Aufgrund der relativ geringen Dichte von Gasen kann in der Regel die Wirkung der Gravitation vernachlässigt werden. Es wird für die mathematische Beschreibung des Weiteren angenommen, dass dem Gas keine Wärme zu- oder abgeführt wird und keine Reibungsverluste auftreten. Die Entropie ist damit konstant. Und es gilt die Isentropenbeziehung:
{\displaystyle p\sim \rho ^{\kappa }}
Der Energieerhaltungssatz kann wie folgt formuliert werden und sagt aus, dass die Summe aus kinetischer Energie und Enthalpie längs des Stromfadens konstant ist.
{\displaystyle {\frac {u^{2}}{2}}+c_{\text{p}}T=c_{\text{p}}T_{t}} ist konstant
Es gilt die Kontinuitätsgleichung, welche ausdrückt, dass keine Masse verloren geht. Der Massenstrom längs des Stromfadens ist konstant. 
{\displaystyle {\dot {m}}=\rho \cdot u\cdot A} ist konstant
Die Eigenschaften des Gases lassen sich durch die Zustandsgleichung des idealen Gases beschreiben. 
{\displaystyle p=\rho \cdot R_{s}\cdot T\!\,}
Damit stehen vier Gleichungen zur Verfügung, um die vier Variablen (Geschwindigkeit u, Druck p, Temperatur T, Dichte ρ) eindeutig zu beschreiben. Mit einer mathematischen Umformung lassen sich die variablen Zustandsgrößen der Strömung als dimensionslose Beziehungen ausdrücken. Dabei wird Druck, Temperatur und Dichte auf die Ruhegrößen bezogen (Index t). Die Ruhegrößen beschreiben den Zustand, der sich einstellt, wenn die Strömung verlustfrei bis zum Stillstand verzögert würde. Bei einer Strömung, die aus einem großen Druckbehälter startet, sind Behälterdruck, -temperatur und -dichte die Ruhegrößen (Verlustfreiheit vorausgesetzt).
Die Geschwindigkeit kann nicht auf den Ruhezustand bezogen werden (Division durch Null), aber als Machzahl Ma und Lavalzahl M* dargestellt werden. Dazu wird die Schallgeschwindigkeit c herangezogen. 
{\displaystyle c={\sqrt {\kappa R_{s}T}}}
{\displaystyle M\!a={\frac {u}{\sqrt {\kappa R_{s}T}}}}
{\displaystyle M^{*}={\frac {u}{\sqrt {{\frac {2\kappa }{\kappa +1}}R_{s}T_{t}}}}}

### Dimensionslose Beziehungen
Die angegebenen dimensionslosen Größen sind Ähnlichkeitskennzahlen und können wie folgt ineinander umgerechnet werden. 
|                                             | Quadrat der Machzahl                                                                          | Quadrat der Lavalzahl                                                                            | Temperaturverhältnis                                                            | Druckverhältnis | Dichteverhältnis                                                                                                 |
|                                             | {\displaystyle M\!a^{2}\!\,}                                                                  | {\displaystyle M^{*2}\!\,}                                                                       | {\displaystyle {\frac {T}{T_{t}}}}                                              | {\displaystyle {\frac {p}{p_{t}}}}                                                                                        | {\displaystyle {\frac {\rho }{\rho _{t}}}}                                                                       |
| {\displaystyle M\!a^{2}=\!\,}               | {\displaystyle M\!a^{2}\!\,}                                                                  | {\displaystyle {\frac {M^{*2}}{1-{\frac {\kappa -1}{2}}(M^{*2}-1)}}}                             | {\displaystyle {\frac {2}{\kappa -1}}\left({\frac {T_{t}}{T}}-1\right)}         | {\displaystyle {\frac {2}{\kappa -1}}\left[\left({\frac {p_{t}}{p}}\right)^{\frac {\kappa -1}{\kappa }}-1\right]}         | {\displaystyle {\frac {2}{\kappa -1}}\left[\left({\frac {\rho _{t}}{\rho }}\right)^{\kappa -1}-1\right]}         |
| {\displaystyle M^{*2}=\!\,}                 | {\displaystyle {\frac {M\!a^{2}}{1+{\frac {\kappa -1}{\kappa +1}}(M\!a^{2}-1)}}}              | {\displaystyle M^{*2}\!\,}                                                                       | {\displaystyle {\frac {\kappa +1}{\kappa -1}}\left(1-{\frac {T}{T_{t}}}\right)} | {\displaystyle {\frac {\kappa +1}{\kappa -1}}\left[1-\left({\frac {p}{p_{t}}}\right)^{\frac {\kappa -1}{\kappa }}\right]} | {\displaystyle {\frac {\kappa +1}{\kappa -1}}\left[1-\left({\frac {\rho }{\rho _{t}}}\right)^{\kappa -1}\right]} |
| {\displaystyle {\frac {T}{T_{t}}}=}         | {\displaystyle \left(1+{\frac {\kappa -1}{2}}{M\!a}^{2}\right)^{-1}}                          | {\displaystyle 1-{\frac {\kappa -1}{\kappa +1}}M^{*2}}                                           | {\displaystyle {\frac {T}{T_{t}}}}                                              | {\displaystyle \left({\frac {p}{p_{t}}}\right)^{\frac {\kappa -1}{\kappa }}}                                              | {\displaystyle \left({\frac {\rho }{\rho _{t}}}\right)^{\kappa -1}}                                              |
| {\displaystyle {\frac {p}{p_{t}}}=}         | {\displaystyle \left(1+{\frac {\kappa -1}{2}}{M\!a}^{2}\right)^{\frac {-\kappa }{\kappa -1}}} | {\displaystyle \left(1-{\frac {\kappa -1}{\kappa +1}}M^{*2}\right)^{\frac {\kappa }{\kappa -1}}} | {\displaystyle \left({\frac {T}{T_{t}}}\right)^{\frac {\kappa }{\kappa -1}}}    | {\displaystyle {\frac {p}{p_{t}}}}                                                                                        | {\displaystyle \left({\frac {\rho }{\rho _{t}}}\right)^{\kappa }}                                                |
| {\displaystyle {\frac {\rho }{\rho _{t}}}=} | {\displaystyle \left(1+{\frac {\kappa -1}{2}}{M\!a}^{2}\right)^{\frac {-1}{\kappa -1}}}       | {\displaystyle \left(1-{\frac {\kappa -1}{\kappa +1}}M^{*2}\right)^{\frac {1}{\kappa -1}}}       | {\displaystyle \left({\frac {T}{T_{t}}}\right)^{\frac {1}{\kappa -1}}}          | {\displaystyle \left({\frac {p}{p_{t}}}\right)^{\frac {1}{\kappa }}}                                                      | {\displaystyle {\frac {\rho }{\rho _{t}}}}                                                                       |

### Verwendete Formelzeichen
| {\displaystyle T\!\,}            | Temperatur (stets als absolute Temperatur in Kelvin) |
| {\displaystyle T_{t}\!\,}        | Ruhetemperatur                                       |
| {\displaystyle p\!\,}            | Druck (stets als absoluter Druck gegenüber Vakuum)   |
| {\displaystyle p_{t}\!\,}        | Ruhedruck                                            |
| {\displaystyle \rho \!\,}        | Dichte                                               |
| {\displaystyle c_{\text{p}}\!\,} | spezifische Wärmekapazität                           |
| {\displaystyle R_{s}\!\,}        | spezifische Gaskonstante                             |
| {\displaystyle \kappa \!\,}      | Isentropenexponent                                   |
| {\displaystyle u\!\,}            | Strömungsgeschwindigkeit                             |
| {\displaystyle c\!\,}            | Schallgeschwindigkeit                                |
| {\displaystyle {\dot {m}}\!\,}   | Massenstrom                                          |
| {\displaystyle A\!\,}            | durchströmte Querschnittsfläche                      |
| {\displaystyle M\!a\,}           | Machzahl                                             |
| {\displaystyle M^{*}\!\,}        | Lavalzahl                                            |